# Mureaumont
Mureaumont – miejscowość i gmina we Francji, w regionie Hauts-de-France, w departamencie Oise.
Według danych na rok 1990 gminę zamieszkiwało 115 osób, a gęstość zaludnienia wynosiła 24 osoby/km² (wśród 2293 gmin Pikardii Mureaumont plasuje się na 882. miejscu pod względem liczby ludności, natomiast pod względem powierzchni na miejscu 895.).